# Гораполлон
Гораполлон (Хор Аполлон, др.-греч. Ὡραπόλλων) — предполагаемый автор сочинения о египетских иероглифах, дошедшего в греческом переводе некого Филиппа под названием «Иероглифика», которое датируется IV веком нашей эры.
Родился в Нилополе. В византийском словаре Суда Гораполлон назван одним из последних представителей египетского жречества, сообщается, что он преподавал в школе в Менуфисе близ Александрии в правление императора Зенона.
Сочинение «Иероглифика» посвящено толкованию египетских иероглифов. Изначально оно было написано на коптском языке, но дошло в греческом переводе некоего Филиппа.
Гораполлон, судя по содержанию книги, иероглифической письменностью владел слабо, в своем методе истолкования он следует общей эллинистической традиции.
Греческая рукопись «Иероглифики» была найдена в 1419 году на острове Андрос одним итальянским купцом и привезена во Флоренцию, где до сих пор и хранится.
Символическое толкование иероглифов в труде Гораполлона оказало большое влияние на историю дешифровки египетских иероглифов. Но попытки прочитать египетские тексты с опорой на сведения Гораполлона, предпринимавшиеся с XVII века (А. Кирхер) вплоть до открытия Шампольона, оказались бесплодными, поскольку египетское письмо не было чисто идеографическим, а сочетало фонетический и идеографический принципы.
«Иероглифика» была издана в Венеции Альдом Мануцием на греческом языке в 1505 году, а в 1517 году — в переводе на латынь.
Источником для «Бестиария» Леонардо да Винчи послужила, среди сочинений других писателей, также и «Иероглифика» Гораполлона.